# Altıntepe

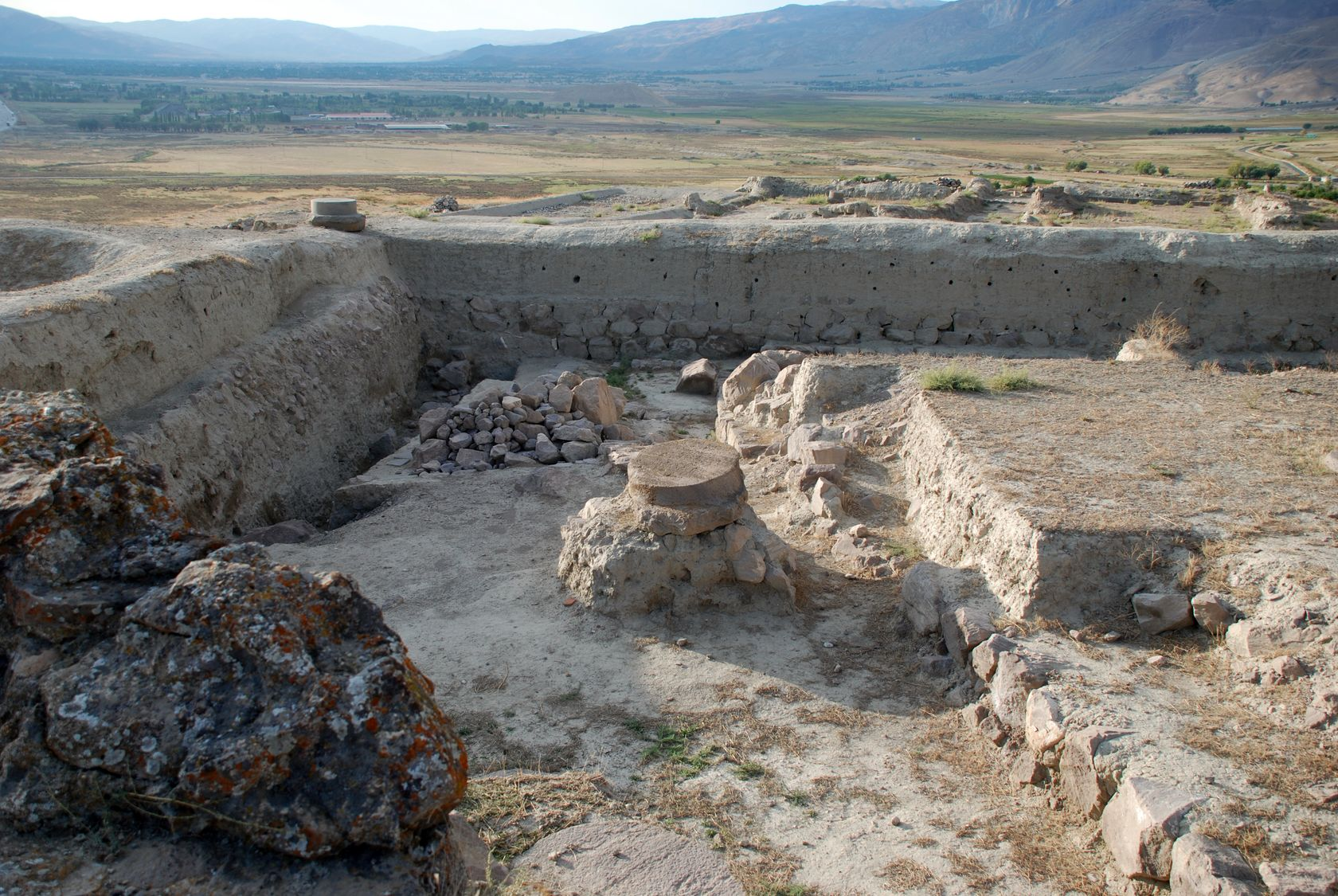
Yacimiento en Altıntepe

Altıntepe es un lugar arqueológico urartu de Turquía, situado en la Provincia de Erzincan en la región de Anatolia Oriental a 12 km de Erzincan en la carretera a Erzurum. Los restos se hallan a unos 60 metros de un tufo volcánico. Fue excavada entre 1959 y 1968 por Tahsin Özgüç, y en ella se encontró una fortaleza, amén de restos de un templo o palacio, una gran sala, habitaciones…Se retomaron las excavaciones en 2003 dirigidas por Mehmet Karaosmanoğlu.